# Posvetni humanizem
Posvetni humanizem je filozofska usmeritev in svetovni nazor, ki priznava kot najvišjo vrednoto  pravico človeka do razvoja svojih pozitivnih kakovosti in iskanja sreče. Pojem obsega ključni sestavini: posvetnost in človečnost (humanizem, po latin. korenu homo = človek). Posvetnost svetovnega nazora pomeni, da ne priznava sil, ki bi bile nad naravnimi zakoni in človekom. Posvetni humanizem izraža prepričanje, da je možno sprejeti ustrezno etiko in ravnati etično ne da bi se zatekli k hipotezi o obstoju boga. To stališče razločuje posvetni humanizem od religioznega humanizma. Posvetni humanizem zavrača misel, da človek lahko najde pravo pot zgolj s pomočjo vere.
Posvetni humanizem obsega pojmovanja o etiki, človeškem razumu in pravičnosti; izrecno pa zavrača dogme, nadnaravno, psevdoznanost in praznoverje kot osnovo za moralo ali praktično odločanje.
Eno izmed opredelitev načel posvetnega humanizma je proglasil leta 1980 Svet za demokratski in posvetni humanizem (sedaj Svet za posvetni humanizem)
Nabor desetih načel je:
- svoboda raziskovanja
- ločitev cerkve od države
- ideal svobode
- etika temelječa na kritičnem umu
- moralna vzgoja
- verski skepticizem
- razum
- znanost in tehnologija
- evolucija
- vzgoja

Mednarodna humanistična in etična zveza je sprejela minimalno izjavo, ki jo mora izrecno sprejeti vsaka organizacija, ki se včlani v zvezo:
»(Posvetni) humanizem je demokratičen in etičen pogled na svet, ki temelji na prepričanju, da imajo ljudje pravico in odgovornost, da sami izberejo smisel in cilj svojga življenja. Prizadeva si za gradnjo bolj humane družbe z etiko, ki temelji na človeških in drugih naravnih vrednotah v duhu razuma in svobodnega iskanja na osnovi lastnih, človeških zmožnosti. Ni teističen, in ne sprejema nadnaravnega tolmačenja realnosti.«(neuradni prevod)
Osebna definicija predsednika newyorškega Društva za posvetni humanizem je:
Posvetni humanizem (tudi sekularni humanizem) označuje celovit in poglobljen nereligiozni življenjski nazor, ki vključuje naturalistično filozofijo, vesoljno širok miselni okvir, utemeljen na znanosti, in dosledno zgrajen etični sistem. Posvetni humanizem se dotika vseh vidikov življenja (vključno z vrednotami, smislom in identiteto), zato je širši od ateizma, ki se nanaša le na neobstoj boga ali nadnaravnega.
Taksonomsko se uvrščam v družino Svobodomisleci (vključujoč ateiste, skeptike, agnostike), moj rod je Humanist (vključujoč religijsko-utemeljene humaniste) in moja vrsta je Posvetnež." 
— John Rafferty